# Cavandi
Cavandi es una aldea de la parroquia de Abándames, concejo de Peñamellera Baja, en la comarca de Oriente, Principado de Asturias, España.